# Vermelhinho
Carlos Manuel Oliveiros da Silva eller bare Vermelhinho (født 9. marts 1959 i São João da Madeira, Portugal) er en tidligere portugisisk fodboldspiller (venstre kant).
Vermelhinho spillede hele sin karriere i hjemlandet, heriblandt syv sæsoner hos storklubben FC Porto. Her var han med til at vinde to portugisiske mesteskaber og én pokaltitel. Han stoppede sin karriere i 1995, i en alder af 36 år.
Vermelhinho spillede desuden to kampe for Portugals landshold, begge i 1984. Han var med i truppen til EM i 1984 i Frankrig, hvor portugiserne nåede semifinalen. Han kom dog ikke på banen i turneringen.

## Titler
Primeira Liga
- 1985 og 1986 med FC Porto

Taça de Portugal
- 1984 med FC Porto

Portugals Supercup
- 1983 og 1984 med FC Porto